# Um Vichet
Um Vichet (27 novembre 1993) è un calciatore cambogiano, di ruolo portiere.

## Carriera

### Nazionale
Ha esordito in Nazionale nel 2012.